# Ocriticum
Ocriticum è un sito archeologico situato nel territorio del Comune di Cansano, in provincia dell'Aquila, e precisamente nell'area conosciuta coi microtoponimi di Zeppe, Pantano e Tavuto. Le testimonianze che presenta abbracciano un periodo compreso tra il Neolitico e l'Alto Medioevo, ma lo sviluppo dell'area fu massimo sotto i Romani, quando in corrispondenza della vicina e assai trafficata Via Nova, l'asse viario che collegava Corfinium con il Sannio, si sviluppò un grande santuario monumentale dedicato a Giove. Nell'area, interessata dai traffici della suddetta via Nova, sorse la mansio Jovis Larene, segnata, tale la sua importanza, sulla Tavola Peutingeriana.
I traffici commerciali, la religiosità e la conseguente ininterrotta frequentazione dell'area ne favorirono lo sviluppo abitativo, economico e produttivo (fra le testimonianze, una fornax calcaria, impianto di produzione per la calce). Un violento terremoto nel II secolo d.C. distrusse buona parte degli edifici, dando così inizio ad un progressivo abbandono dell'area (compiutosi attorno al VI secolo d.C.).
Gli scavi, avvenuti clandestinamente tra il XIX e il XX secolo, sono stati avviati ufficialmente solo nel 1992, in occasione del passaggio del metanodotto Snam, e si sono conclusi nel 2005. Oggi l'intera area è protetta nel parco archeologico e naturalistico di "Ocriticum", istituito nel 2004 insieme con il relativo centro di documentazione e visita "Ocriticum" di Cansano, che ospita parte dei reperti rinvenuti nel corso dello scavo e un'importante mostra permanente sull'emigrazione (è dunque detto pure museo dell'emigrazione). Parte dei reperti provenienti da Ocriticum è conservata presso il museo civico di Sulmona e il museo nazionale archeologico di Chieti.

## Parco archeologico e naturalistico

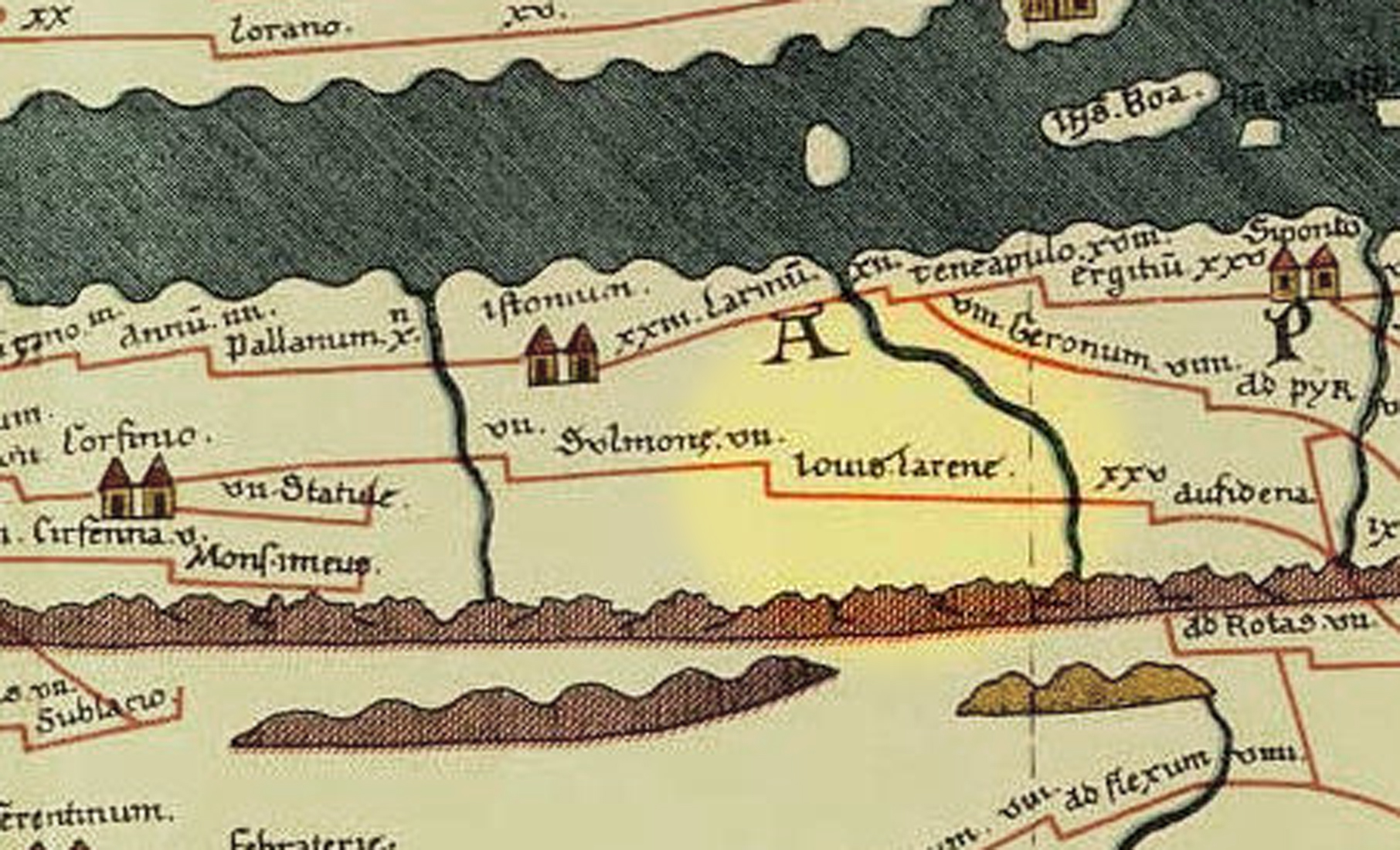
La sezione della Tavola Peutingeriana in cui è segnata la Jovis Larene, l'area sacra di Ocriticum

A pochi chilometri da Cansano, alle pendici del colle Mitra e, più lontano, del complesso della Maiella, si estende il pianoro conosciuto agli abitanti coi toponimi Zeppe, Pantano e Tavuto, dove circa duemila anni fa sorgeva, a sette miglia da Sulmo, uno dei villaggi che in questo periodo costellavano l'ager sulmonense, il territorio amministrato dal municipium di Sulmona.
Come ben si osserva dalle foto aeree del pianoro, il sito era organizzato, all'apice del suo sviluppo, in più spazi e aree destinati ciascuno ad una precisa funzione (pratica, questa, definita zonazione): a Nord si trova la vasta zona di culto con i suoi tre templi allineati e rivolti verso la Maiella; nell'area meridionale, l'abitato di Ocriticum; sulla collina orientale, la via glareata su cui si affaccia la fornax calcaria, l'impianto per la produzione della calce; ad ovest, l'antico tracciato della Via Nova; lungo le strade e in prossimità dell'area sacra, tombe monumentali, epigrafi et cetera.

### Il villaggio diOcriticume l'epigrafe a Sesto Paccio
Il villaggio era collocato nell'area meridionale del pianoro; di modeste dimensioni, il sito è stato tuttavia saggiato e indagato in via piuttosto superficiale. I resti degli edifici possono, ad ogni modo, essere interpretati come una mansio, stazione di sosta per chi viaggiava lungo la vicina Via Nova.
Lungo un tracciato stradale che dal villaggio si dirigeva a Sud, oltre a canalette e modeste muraglie in opera incerta, erano pure collocate - secondo uso romano - delle steli funerarie epigrafate. Sebbene tale necropoli sia stata quasi interamente intaccata dall'agricoltura, un'epigrafe scoperta in zona ha permesso di risalire al toponimo con cui fra i Romani era conosciuto il villaggio; essa riporta l'iscrizione:
(Epigrafe funeraria)
Sia che Ocriticani si riferisca a Jovis, sia che si riferisca a Cultores, esso riconduce al toponimo Ocriticum, probabilmente in riferimento all'ocre (il centro fortificato) che sorgeva sulla cima del vicino colle Mitra. Tracce del toponimo, peraltro, restano nel nome della chiesa rurale che ivi si trovava e oggi scomparsa, di cui tuttavia resta il ricordo nella memoria popolare di Cansano: Santa Maria de' gli Tridece (ovvero Santa Maria dei Tredici), precedentemente conosciuta come Santa Maria dei Chierici e ancor prima come Santa Maria Oclerici, dunque Ocritici: di Ocriticum. La presenza dei Pacci è inoltre attestata nella Marsica e fra i Sabini.

### L'area sacra

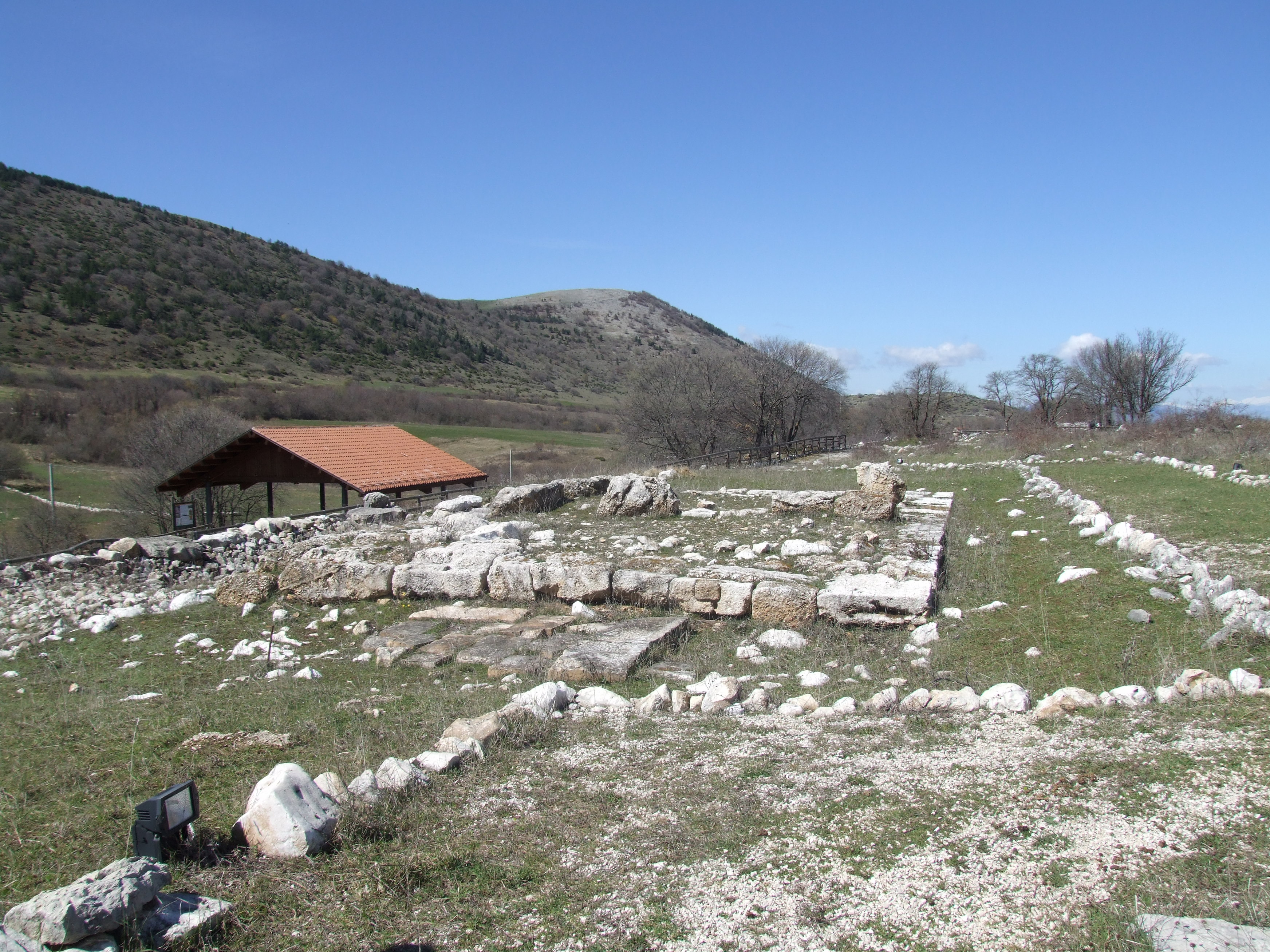
Il tempio italico con dietro il colle Mitra

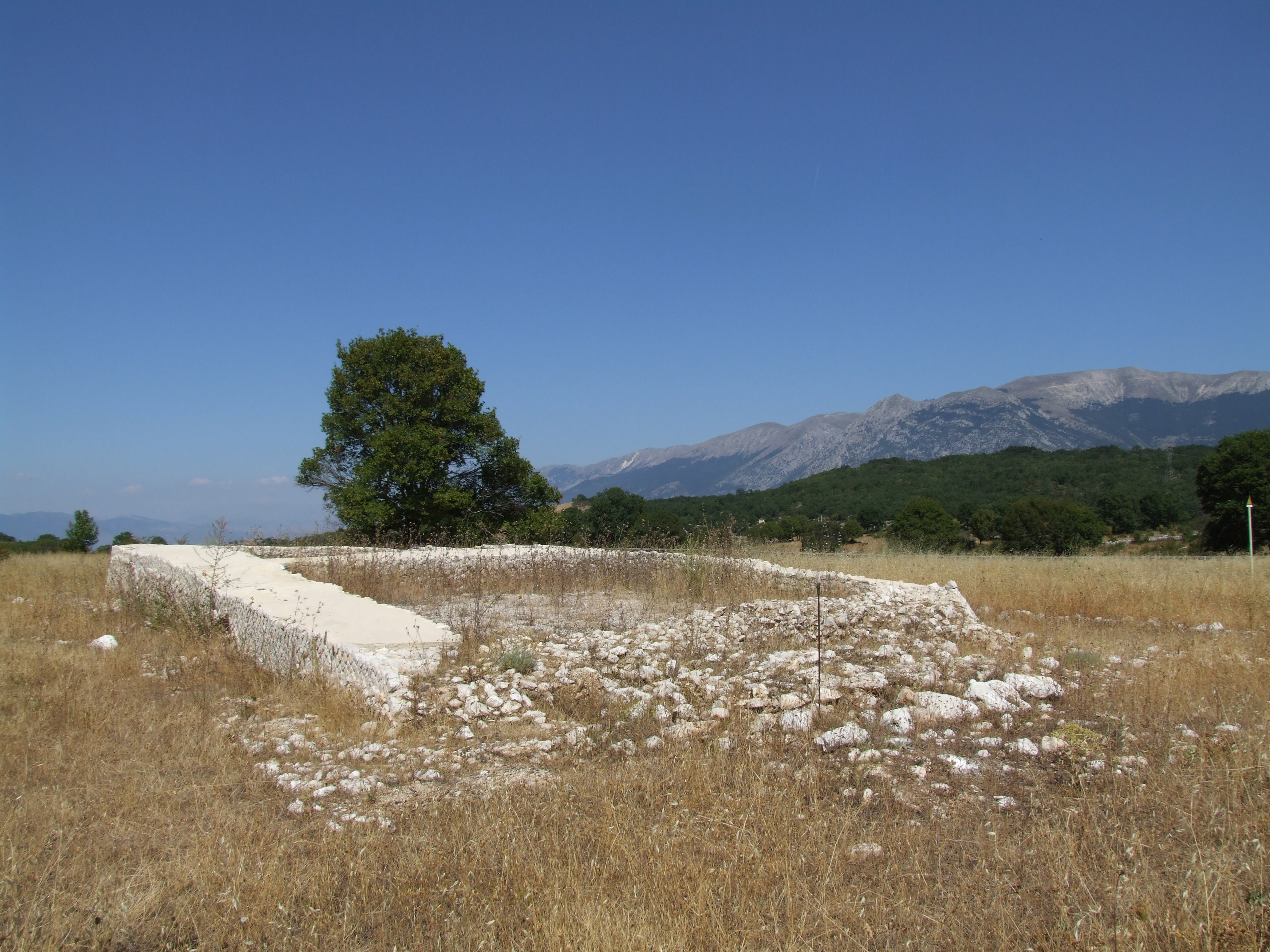
Il tempio romano

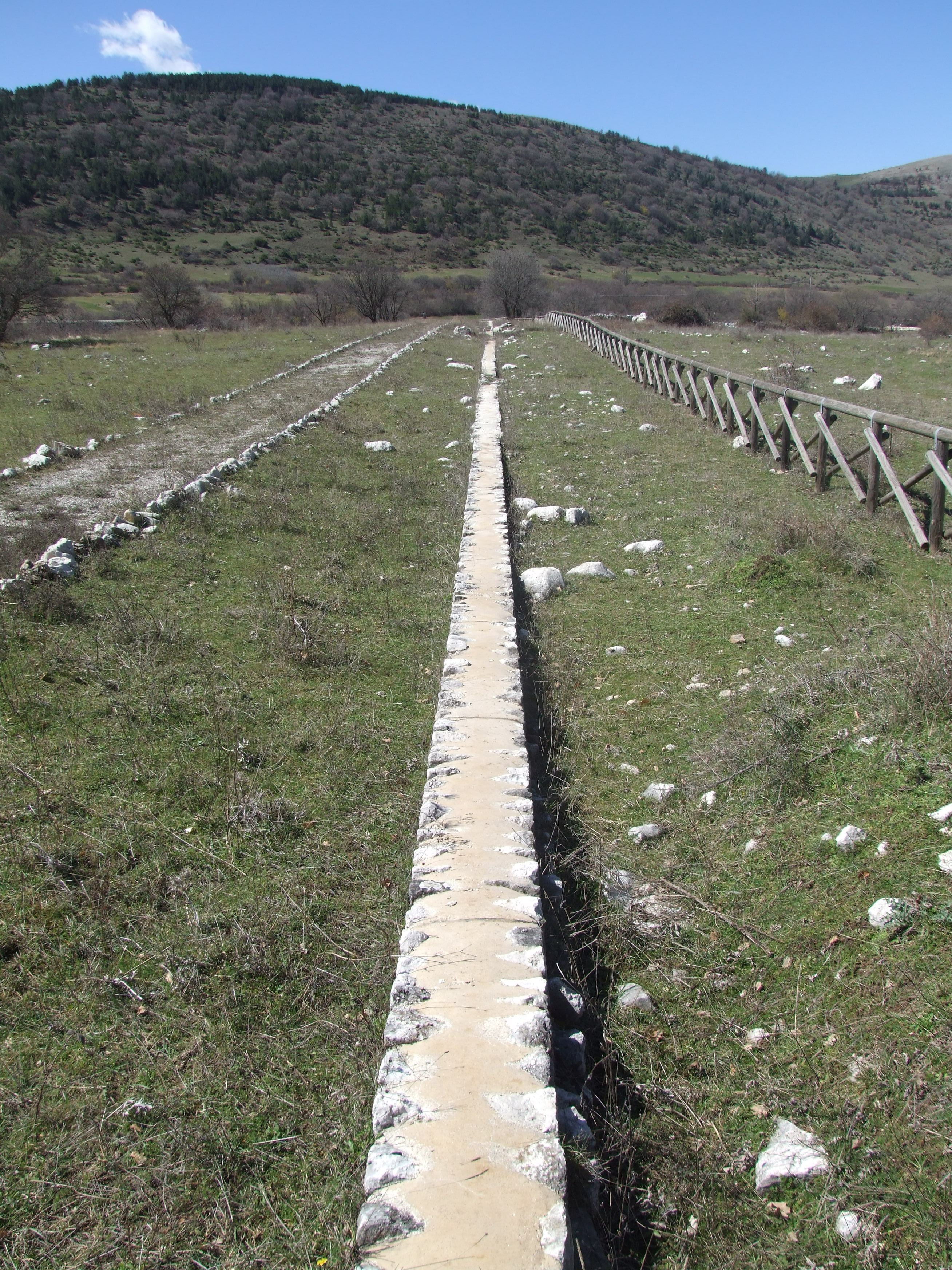
Un tratto del recinto sacro eretto attorno al temenos, l'area sacra; i continui restauri del recinto testimoniano la lunga frequentazione del sito nei secoli

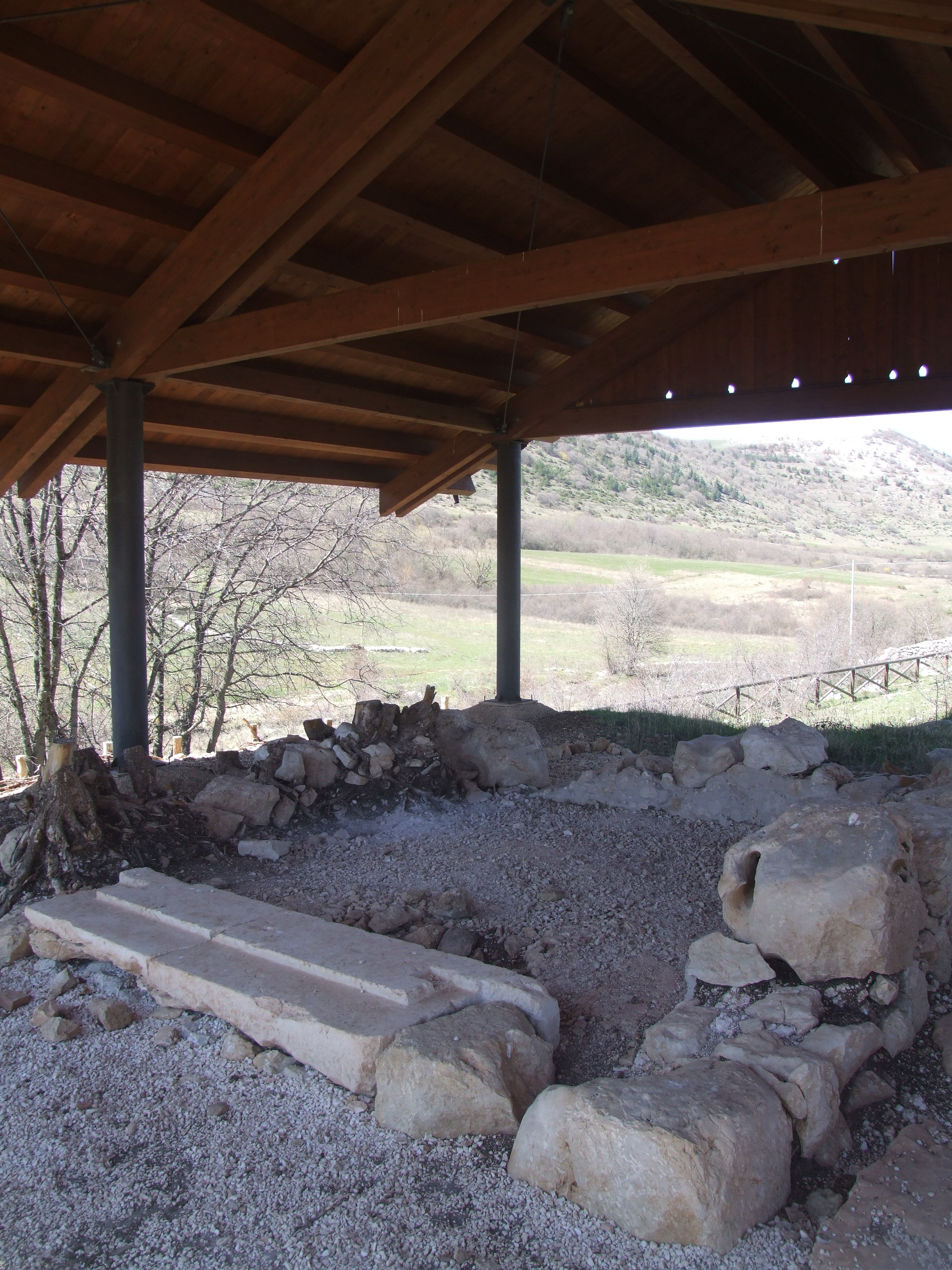
Il sacello delle divinità femminili

La presenza di un'ampia area sacra fu determinante per lo sviluppo del villaggio di Ocriticum sotto tutti i punti di vista: dal momento in cui, difatti, essa sorgeva in prossimità d'un tratto di una delle vie più importanti dell'Impero romano, grande era la quantità di pellegrini, viandanti, commercianti, pastori che vi facevano tappa per venerare le divinità. La fervente attività religiosa costituì un impulso non indifferente sia per il moltiplicarsi dei culti praticati nel pianoro, sia per la monumentalizzazione e l'ampliamento degli edifici sacri, sia, infine, per l'accrescersi della fama del luogo, che divenne tale da essere segnalato col nome di (Mansio) Jovis Larene sulla Tavola Peutingeriana, famosa copia medievale di un'originale carta militare stradale romana. In tale carta il sito di Ocriticum risulta distante sette miglia da Sulmo e venticinque da Aufidena, ed è collocato lungo l'importante tracciato che collegava la Valle Peligna con il Sannio Pentro; l'antico asse viario, riconosciuto da Ezio Mattiocco come la Via Nova di medievale memoria, è tuttora in parte percorribile e riconoscibile.

#### Il tempio italico
Il primo tempio edificato nell'area risale alla fine del IV secolo a.C.; originariamente era costituito da un'unica cella di base pressoché quadrata, con ingresso rivolto a Sud-Est (dove sorge il Sole) attorno alla quale era un giardino sacro (hurtuz > lat. HORTUS > ita. orto) delimitato da un muro perimetrale eretto a secco. In una successiva fase edilizia, ebbe luogo un ampliamento del recinto e dell'edificio templare, che fu provvisto d'un pronao realizzato in tecnica sensibilmente diversa dalla cella.
Nel giardino sacro, scavato nel terreno a ovest dell'edificio, è stato rinvenuto un deposito votivo volto a conservare gli oggetti che, per mancanza di spazio, non potevano più essere ospitati all'interno del naos; circa 600 gli ex voto rinvenuti, databili fra il IV secolo a.C. e il I secolo a.C., fra i quali una statuetta bronzea di Ercole che giaceva isolata sul fondo del deposito: ad Ercole, divinità assai diffusa in area peligna in età tardo-italica e romana, pare dunque che fosse dedicato il tempio, seppur, verosimilmente, non in via esclusiva.

#### Il tempio romano
Attorno agli inizi del I secolo a.C. (e quindi ormai sotto il dominio dei Romani), si assiste a un ulteriore ampliamento dell'area sacra, nella quale, su un terrazzo più elevato rispetto al tempio italico ma con esso perfettamente allineato, viene edificato un altro edificio templare, più grande e architettonicamente sofisticato. Il tempio, di base rettangolare e diviso in due ambienti di egual misura (pronao e cella), era probabilmente prostilo tetrastilo, con scalinata incastonata innanzi all'entrata, rivolta a Sud-Est come per il precedente tempio. Della struttura originale resta solo il podio in opera reticolata: dell'intero apparato decorativo non è rimasta traccia, come anche del pavimento musivo della cella, eccezion fatta per alcune tessere di mosaico rinvenute nei pressi dell'edificio. Il culto a cui il tempio era destinato è, verosimilmente, quello di Giove, come testimoniano l'epigrafe funeraria dedicata a Sesto Paccio e il toponimo - Jovis Larene - con cui era nota anticamente l'area.
Contestualmente alla costruzione del tempio di Giove, fu realizzato l'ampliamento del recinto sacro, a ridosso del quale, sul lato interno settentrionale, furono realizzati degli ambienti destinati a magazzini, botteghe e vani ad uso dei cultori del santuario. Lo spazio recintato, eletto in tal modo a luogo del sacro, è tecnicamente definito temenos e presentava probabilmente un'organizzazione spaziale interna tesa alla celebrazione delle attività religiose da parte dei sacerdoti.

#### Il sacello delle divinità femminili
Nella zona posta a Occidente del temenos e dei due templi maggiori, su un terrazzo inferiore rispetto agli altri, è stato rinvenuto un terzo edificio templare di piccole dimensioni, affiancato da un deposito votivo e circondato da un recinto sacro: trattasi di un sacello di base quadrata, posizionato in perfetto allineamento con gli altri templi, anch'esso con ingresso a Sud-Est; l'ambiente conserva ancora parte del pavimento originale, realizzato in tessere rosse, e dell'intonacatura interna. All'interno del sacello, eretto verosimilmente tra il III e il II sec. a.C., è stata rinvenuta una discreta quantità di oggetti tipici del mundus femminile, come ampolle e balsamari vitrei, che conservano ancora le tracce di unguenti, profumi e cosmetici. L'elemento, in relazione anche agli oggetti conservati nel deposito (statuette e maschere votive fittili) ha lasciato intendere che il sacello era dedicato a divinità femminili, e in particolare a Cerere, Venere e Proserpina, culti spesso legati a quello di Giove.

### La zona produttiva: lafornax calcaria

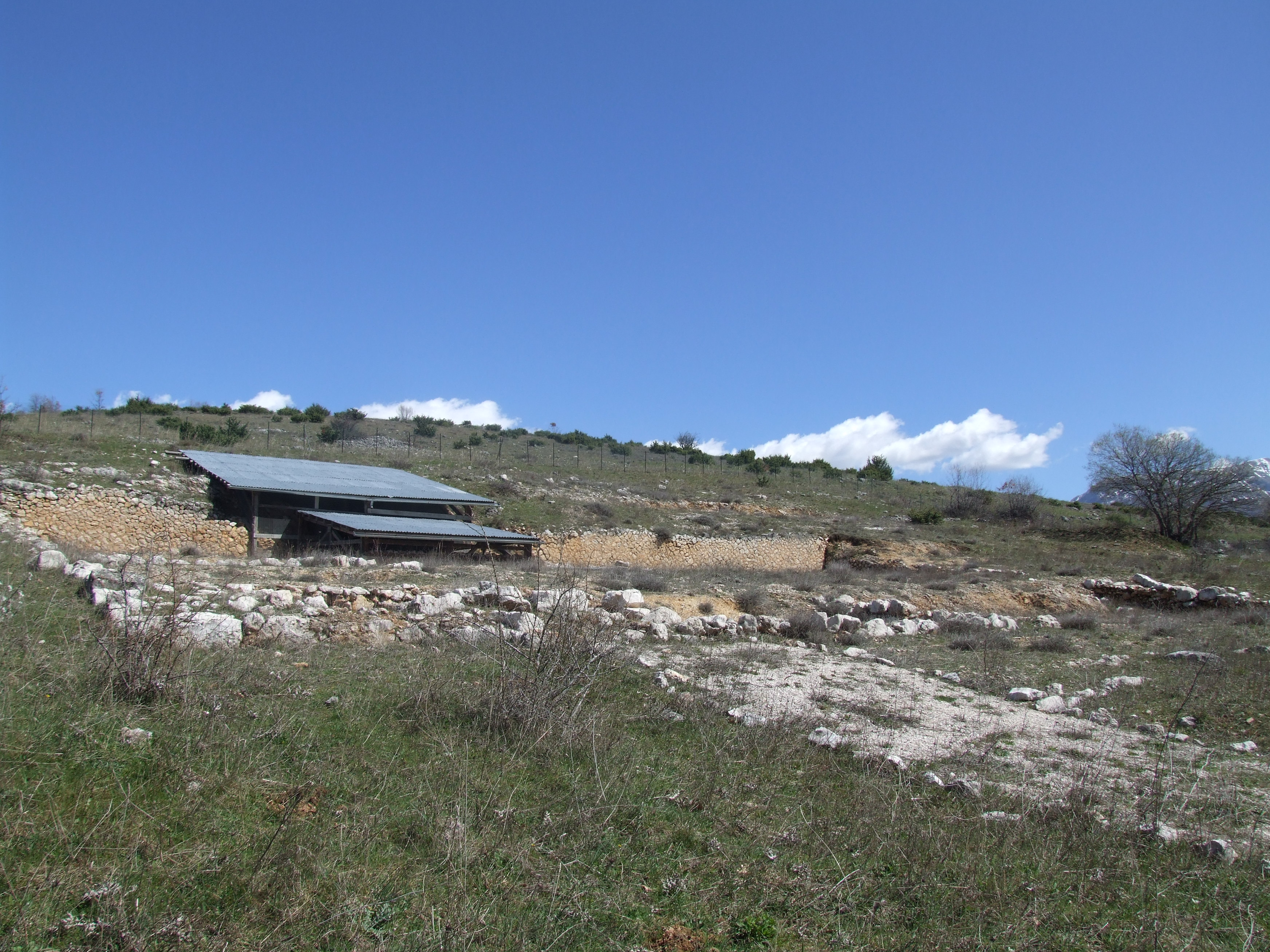
L'impianto per la produzione della calce; la fornax in cui veniva cotta la pietra è protetta da una tettoia. A condurre all'edificio, un tratto della via glareata

La collina orientale del pianoro, al momento non visitabile giacché ancora in fase di studio, rivela l'intensa attività produttiva e commerciale che faceva di Ocriticum un centro sufficientemente attivo anche sotto il profilo economico. Dalla Via Nova si diramava, difatti, una via glareata, una massicciata di pietrame ricoperta da pietrisco battuto misto a malta, che, dopo aver attraversato il pianoro, si inerpicava su per la collina orientale e conduceva a un vasto edificio rettangolare suddiviso in vani interni di differente dimensione. Sul lato orientale l'edificio, che poggia direttamente su roccia, presenta un'ampia cavità cilindrica scavata direttamente nel pendio: trattasi di una fornax calcaria, un impianto per la produzione della calce; tutti gli ambienti dell'ampio fabbricato (uno dei quali ancora conserva l'originale pavimento in terracotta) dovevano dunque essere destinati al raffreddamento, alla conservazione, allo stoccaggio e infine alla vendita della calce. Dell'impianto produttivo colpisce l'efficienza organizzativa quanto il diretto coinvolgimento - mediante il collegamento immediato della via glareata - nei traffici commerciali della Via Nova. È interessante mettere in evidenza come attività basilare per l'economia del paese di Cansano sia stata per molto tempo e almeno fino allo scorso secolo, proprio la produzione della calce, secondo un sistema meno sofisticato ma non dissimile da quello adottato dagli abitanti di Ocriticum: la calcara. Lungo la via glareata, in prossimità della fornax calcaria, è stato rinvenuto il basamento di un sepolcro monumentale, probabilmente un mausoleo della tipologia "a dado" o "ad ara".

### Il tramonto di Ocriticum fra capanne, necropoli e campi coltivati
All'inizio dell'epoca imperiale, l'area templare di Ocriticum - l'unica sezione del sito archeologico indagata rigorosamente e totalmente, allo stato attuale degli studi - raggiungeva il culmine della propria estensione. Mentre Roma si apprestava a vivere gli ultimi anni di gloria del cosiddetto Beatissimum Seculum, il II secolo d.C., tutta l'area peligna fu colpita da un violento sisma, di cui restano tracce più o meno evidenti in buona parte dei siti archeologici un tempo parte dell'Ager Sulmonense. Il santuario di Ocriticum ne fu gravemente danneggiato e non fu ricostruito. Ebbe inizio un periodo di declino di tutta l'area, che fu, così, progressivamente abbandonata.
La sacralità che aveva contraddistinto l'area, però, fu percepita a lungo da chi la abitava. Se, infatti, fra i frequentatori probabilmente si ignorava l'originale funzione o il culto caratterizzanti i templi diruti, di questi si percepiva il peso spirituale e religioso, sicché i morti continuarono ad essere seppelliti all'interno del temenos: a ridosso del recinto sacro e delle fondamenta del tempio italico sono stati rinvenuti due sepolcri risalenti al VI secolo d.C., uno dei quali ospitava i resti d'una madre con la figlia e il loro (povero) corredo funebre, costituito da pochi gioielli all'interno di anfore di terracotta.
A ridosso del tempio romano, invece, fu eretta una capanna altomedievale di evidente impiego pastorale: già in questo periodo, infatti, il pianoro era ormai luogo di pascolo, e i templi come gli edifici romani e italici rimanenti fungevano da alloggio o rifugio per i pastori, oltre che da cava di materiale da poter reimpiegare altrimenti. Nei secoli successivi, quando l'area divenne feudo e quindi ambiente agricolo, i campi furono divisi mediante l'innalzamento di bassi muri a secco (detti macerine nel dialetto del luogo), i cui percorsi talora ricalcavano le sommità delle mura perimetrali degli edifici della quasi scomparsa Ocriticum, che a tratti fuoriuscivano dal terreno.
Le espoliazioni e gli scavi clandestini, che a partire dall'Ottocento hanno fortemente impoverito la zona, non hanno impedito di rinvenire una buona quantità di reperti nel corso della campagna di scavi intrapresa nel 1992 sulla base degli studi attuati nel corso del XX secolo da Antonio De Nino, Valerio Cianfarani con Ferruccio Barreca, Frank Van Wonterghem ed Ezio Mattiocco.

## Centro di documentazione e visita

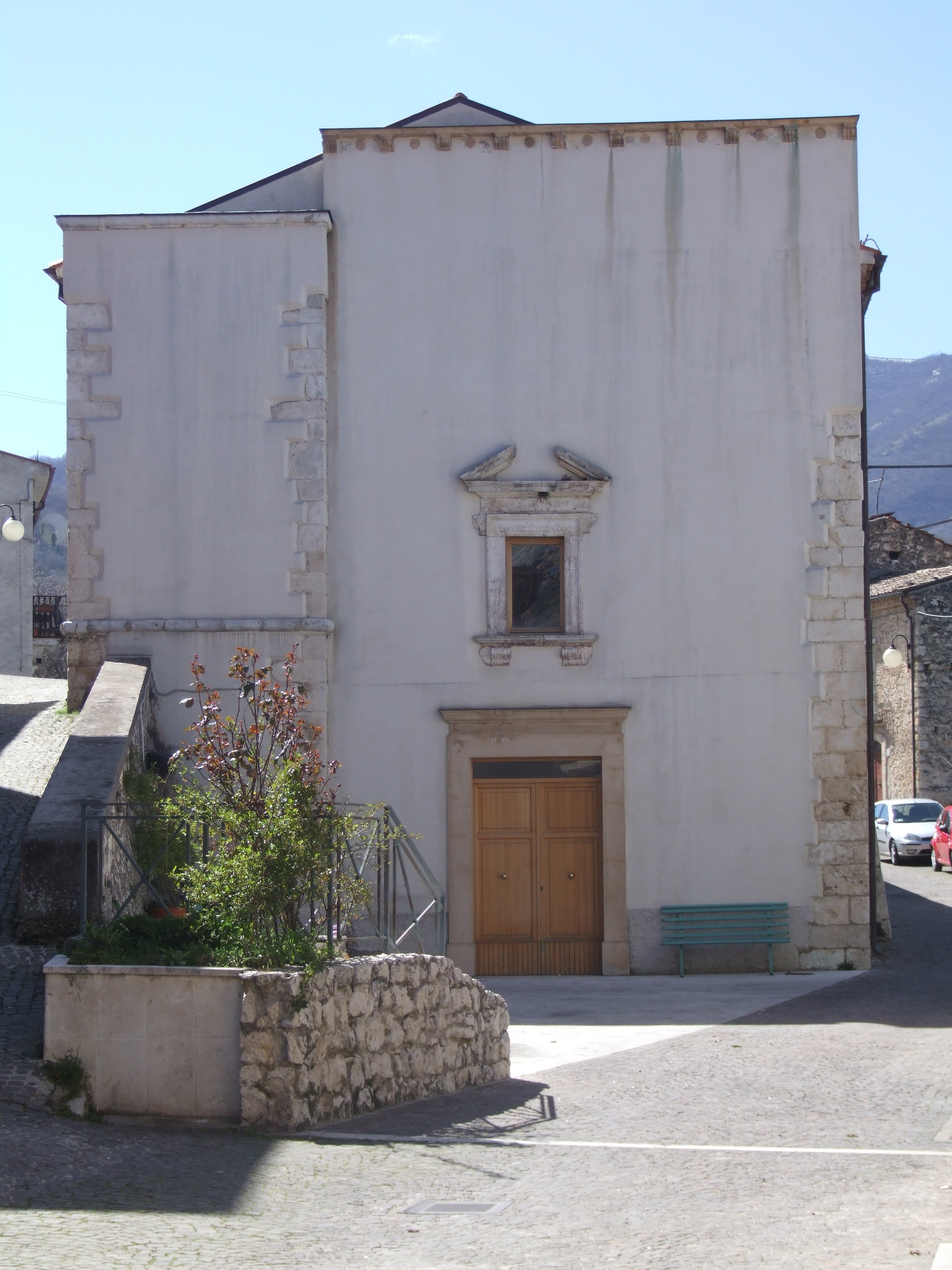
L'ingresso al centro di documentazione da Via Umberto I, già facciata della chiesa di San Rocco

Collocato nell'ampia piazza XX Settembre a Cansano, il centro di documentazione e visita "Ocriticum" è il centro operativo di gestione del parco archeologico e naturalistico di "Ocriticum", La struttura ospita una discreta quantità di reperti provenienti dal vicino sito archeologico, mostre temporanee, conferenze ed una mostra permanente sull'emigrazione, donata a Cansano dal Comandante generale della Guardia di Finanza Nino Di Paolo, originario e amante del posto.

### Da chiesa a parcheggio, da parcheggio a "museo"
Lo stabile adibito a centro di documentazione ospitava originariamente una chiesa, edificata a metà del XV secolo e dedicata a Santa Maria di Loreto. Successivamente alla peste del XVII secolo, il culto di Santa Maria di Loreto fu sostituito con quello di San Rocco, che lì fu venerato sino al XX secolo: a metà del XX secolo, difatti, la chiesa fu sconsacrata (a San Rocco fu consacrata invece la nuova chiesa innalzata in piazza XX Settembre) e convertita in parcheggio al coperto. Dopo il 1997, l'edificio è stato rilevato dalla Soprintendenza Archeologia Belle Arti e Paesaggio dell'Abruzzo e convertito in spazio museale.

### Sezioni del centro di documentazione
Il centro è suddiviso in tre sezioni, ciascuna ospitata da un piano dell'edificio.

#### Sala convegni
Al piano superiore, al quale si accede da piazza XX Settembre, è situata una sala convegni ove periodicamente si tengono corsi di formazione, conferenze di vario argomento e genere, proiezioni, eventi musicali e teatrali. L'ala ospita, tuttavia, anche mostre fotografiche, pittoriche e installazioni artistiche. Fra le mostre, si citano Il volo e Anima del prof. Giovanni Guadagnoli, fotografo originario di Cansano, che, tra le varie, vanta collaborazioni con Giorgio Armani.

#### Sezione archeologica
Il piano centrale ospita i reperti rinvenuti nel pianoro di Ocriticum, raccolti all'interno di sei teche a ciascuna delle quali è affiancato un pannello esplicativo. I reperti presenti costituiscono saggi delle tipologie di oggetti rinvenuti nelle singole aree sviluppatesi nella piana, a partire dall'area sacra, di cui si possono osservare diversi ex voto fittili e anatomici, maschere votive, ampolle e balsamari, ma anche statuine rappresentanti divinità: fra le più interessanti, una raffinata Venere e una statuetta raffigurante due dee intente a salutarsi con un bacio (symplegma), identificate con Cerere e Proserpina al momento del loro congedo o dell'incontro. Altre teche mettono in evidenza la quantità di traffici commerciali che interessavano Ocriticum, come si evince dalla pluralità dei tipi di ceramica, nera e rossa, grezza o raffinata, semplice, decorata o dipinta, talora sigillata, e dall'elevata quantità di monete romane differentemente databili. Monili, vetri policromi e ceramiche dipinte testimoniano, poi, come la frequentazione del pianoro si sia protratta nei secoli, sino all'età tardo-antica e all'Alto Medioevo.

#### Museo dell'emigrazione
Il pian terreno, munito di accesso indipendente da Via Umberto I, ospita una preziosa mostra fotografica sull'emigrazione, con particolare riferimento alla migrazione verso gli Stati Uniti d'America alla fine del XIX secolo. Nel corso dell'ultimo secolo, infatti, il paese di Cansano è stato fortemente colpito dal fenomeno dell'emigrazione, che ne ha impoverito l'economia e causato un ingente svuotamento (l'intero centro storico è abbandonato e diroccato), e un fortissimo calo demografico. Questo elemento è stato indubbiamente d'impulso affinché il gen. Nino Di Paolo donasse al centro di documentazione di Cansano, suo paese d'origine, la mostra sull'emigrazione da lui ideata e realizzata:
(Nino Di Paolo)
Il percorso della mostra rievoca, con la forza del documento fotografico, ambienti, realtà e situazioni drammatiche vissute dagli emigranti che, lasciando l'Italia per disperazione e mancanza di lavoro, giungevano nella Baia di New York e venivano tenuti in quarantena ad Ellis Island, nota poi come Isola delle lacrime; qui un labirinto di esami fisici, psicologici e attitudinali, compiuti con rigore e precisione dal famoso Dr. Knox, selezionava coloro che potevano essere ammessi e coloro che invece dovevano esser rimpatriati. La mostra si snoda poi nella sfera del lavoro, spesso in nero, e dell'ambiente familiare e casalingo. Grafici e dati statistici di notevole interesse e rilevanza storica e antropologica corredano l'esposizione. Segue un'ampia sezione sull'emigrazione nella letteratura, con testi di Primo Levi, Pascal D'Angelo, Alessandro Baricco eccetera. In ultimo, pagine originali dei giornali del 16 aprile 1912, in merito al disastro del Titanic, riproduzioni di passaporti d'epoca, biglietti e un catalogo dettagliato dei piroscafi che solcavano gli oceani ai primi del XX secolo. A concludere la mostra, una serie di saggi sulla psicologia del migrante. Elementi ricorrenti in tutta la mostra sono le valigie di cartone e spago, esposte lungo tutto il tragitto, una serie di continui e sommessi riferimenti al paese di Cansano e alla famiglia dell'autore, ma soprattutto il confronto continuo tra l'emigrazione italiana di ieri e l'immigrazione clandestina di oggi, sicché si mette in luce come queste siano effettivamente due facce d'una sola medaglia.
Di recente, la mostra sull'emigrazione è stata riproposta a Roma dal gen. Di Paolo con il titolo Ellis Island: Italiani d'America e per l'occasione pubblicizzata nel dipartimento di geografia della Sapienza. La presenza della mostra permanente sull'emigrazione a Cansano fa sì, inoltre, che il centro di documentazione e visita sia ormai a molti noto anche come museo dell'emigrazione di Cansano.

## Trasporti
Presso il parco archeologico è stata realizzata nel 2023 la stazione di Cansano Ocriticum, fermata ferroviaria posta lungo la linea Sulmona-Isernia, priva di trasporto viaggiatori regolare ma utilizzata come ferrovia turistica.